# Gmina zbiorowa Ahlden
Gmina zbiorowa Ahlden (niem. Samtgemeinde Ahlden) – gmina zbiorowa położona w niemieckim kraju związkowym Dolna Saksonia, w powiecie Heidekreis. Siedziba administracji gminy zbiorowej znajduje się w miejscowości Hodenhagen.

## Podział administracyjny
W skład gminy zbiorowej Ahlden wchodzi pięć gmin, w tym jedno miasto (niem. Flecken): 
1. Ahlden (Aller)
2. Eickeloh
3. Grethem
4. Hademstorf
5. Hodenhagen